# Dactylostalix ringens
Dactylostalix ringens is een orchidee uit de onderfamilie Epidendroideae, de enige soort uit het geslacht Dactylostalix.
De soort komt voor in het oosten van Rusland en in Japan.

## Naamgeving en etymologie
- Synoniem: Dactylostalix maculosa Miyabe & Kudô (1915), Calypso bulbosa var. japonica Max. (1905), Calypso japonica Maximova ex Kom. (1901), Pergamena uniflora Finet (1900)
- Engels: The Rigid Dactylostalix
- Japans: Ichiyou-ran

De geslachtsnaam Dactylostalix is afkomstig van het Oudgriekse δάκτυλος, daktulos (vinger) en στάλιξ, stalix (paal) en verwijst naar de vorm van het gynostemium.
De soortaanduiding ringens is afkomstig uit het Latijn en betekent 'gapend'.

## Kenmerken
Dactylostalix ringens is een kleine terrestrische orchidee die in de lente een tot 20 cm lange bloemstengel vormt met een enkele, tot 2 cm grote, groenwitte bloem.
Geslachten: Aplectrum · Calypso · Changnienia · Corallorhiza · Cremastra · Dactylostalix · (Didiciea) · Ephippianthus · Govenia · Oreorchis · Tipularia · Yoania · Wullschlaegelia